# ユニゾンスクエア

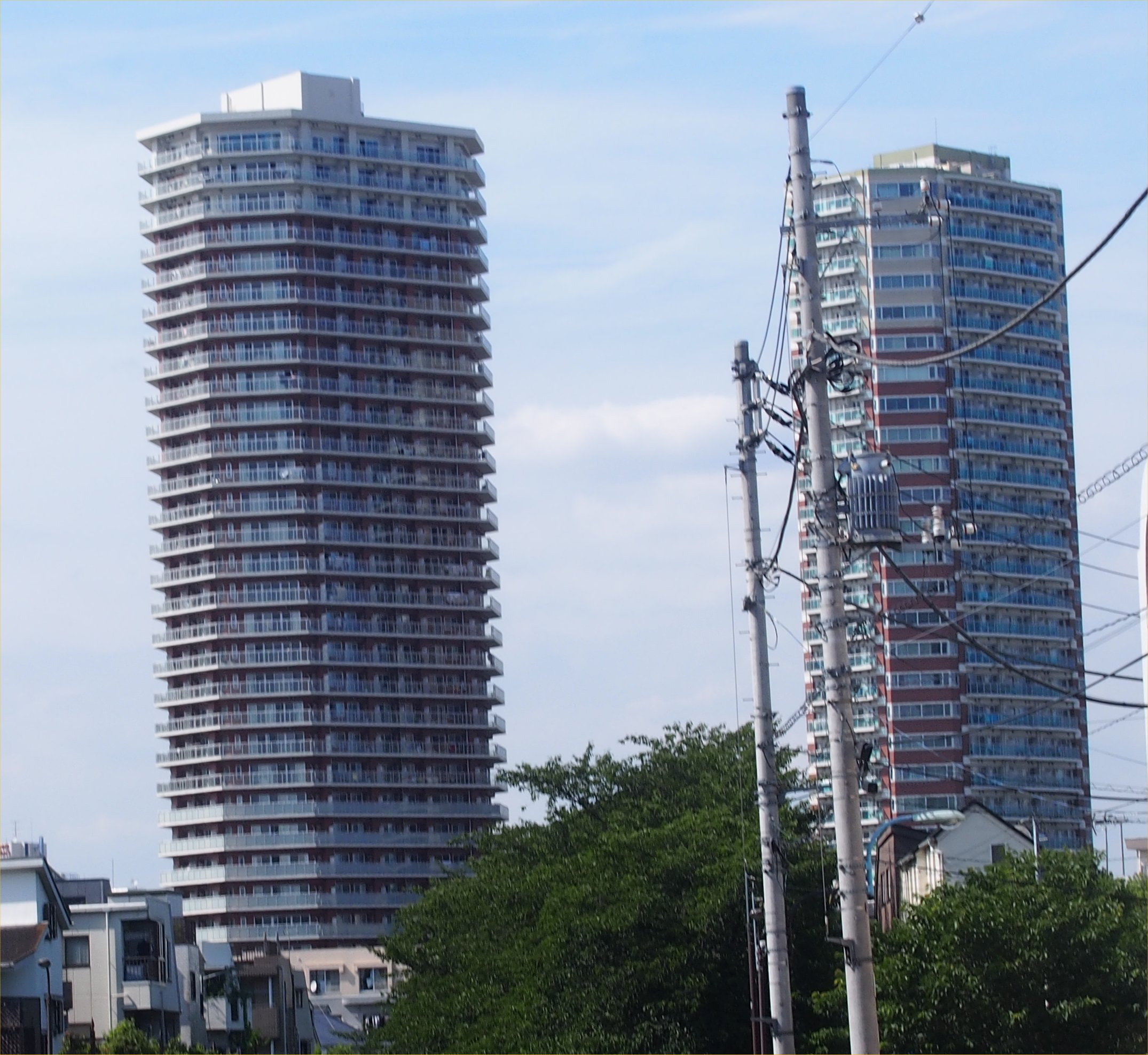
ユニゾンスクエアの概観（南側）。神田川より望む。写真左側がユニゾンタワー、右側がパークタワー東中野

ユニゾンスクエア(Unison Square)は、東京都中野区東中野にある高層マンションや商業施設などからなる、2005年に誕生した再開発地区の名称である。
元々は老舗結婚式場「日本閣」を建て替えして開発された。日本閣は再開発中に名称を「West 53rd 日本閣」に変えて営業していたが、後述の通り2020年に閉鎖されている。
東中野駅の東口よりペデストリアンデッキで直結している。

## 概要
1920年（大正9年）に当地で創業した日本閣の用地が新たに再開発され、高さ約100メートルの高層マンション2棟（「ユニゾンタワー東中野」と「パークタワー東中野」）と、建築中の高層マンション「パークタワー東中野グランドエア」からなる。2020年に日本閣が閉館するまでは、日本閣観光（結婚式場「日本閣」を運営している会社）が開発を行っていた。
- 2004年 - 日本閣の用地の再開発のため、式場が休業。
- 2005年 - 再開発により用地西半分に「West 53rd 日本閣」が新規リニューアルオープン[1]。
- 2007年 - 用地の東半分にタワーマンション2棟「ユニゾンタワー東中野」「パークタワー東中野」が完成。
- 2020年 - 「West 53rd 日本閣」閉館・解体[2]。日本閣は創業100年目にしてこの地を去ることになった[1]。
- 2024年 - 三井不動産レジデンシャルの開発により、タワーマンション「パークタワー東中野グランドエア」が竣工予定[3]。

## ユニゾンタワー東中野
ユニゾンスクエアにある高層マンションのうち、西側にある高層賃貸マンションである。通常は単にユニゾンタワーと呼ばれている事が多い。三井不動産の関連会社であるレジデントファーストが管理・運営している。31階建てで高さは約106m.2007年11月末竣工。
下層階（1階と2階）は京王電鉄が管理・運営している商業施設「ユニゾンモール」となっており、京王グループが運営する高級スーパーマーケット「キッチンコート」をはじめ、飲食店やフィットネスクラブの「ゴールドジムなど各種サービス業の店舗などが入っている。この施設には住居部分とは独立した出入口があり、マンション以外の近隣の住民などにも利用されている。

## パークタワー東中野
ユニゾンスクエアにある高層マンションのうち、東側にある高層分譲マンションである。三井不動産が運営している。30階建てで高さは約103m。2007年3月の竣工。デザインや色調は隣のユニゾンタワーと統一されたつくりになっている。

## West 53rd 日本閣
2005年に竣工した、敷地西側を占めていた地上5階・地下1階の結婚式場。その名は、館内のデザインがニューヨーク近代美術館(MoMA)などがあるニューヨーク西53番街をコンセプトに造られている事に由来（これらは、館内の椅子のデザインなどに見る事ができた）。結婚式場のほか、パーティーなどにも利用できた。ガラス張りの開放された造りとなり、当時、大きくリニューアルされたものだった。
「West 53rd 日本閣」のオープン15年目、日本閣の創業100年目の2020年5月31日をもって閉館し、同年11月から解体された。東中野のこの地で創業した日本閣が撤退することになったが、日本閣の施設は、他の地域で営業を継続している。

## パークタワー東中野グランドエア
「West 53rd 日本閣」の跡地に、三井不動産レジデンシャルによる地上25階・地下1階のタワーマンション「パークタワー東中野グランドエア」を建設中。2024年4月竣工予定。

## ギャラリー

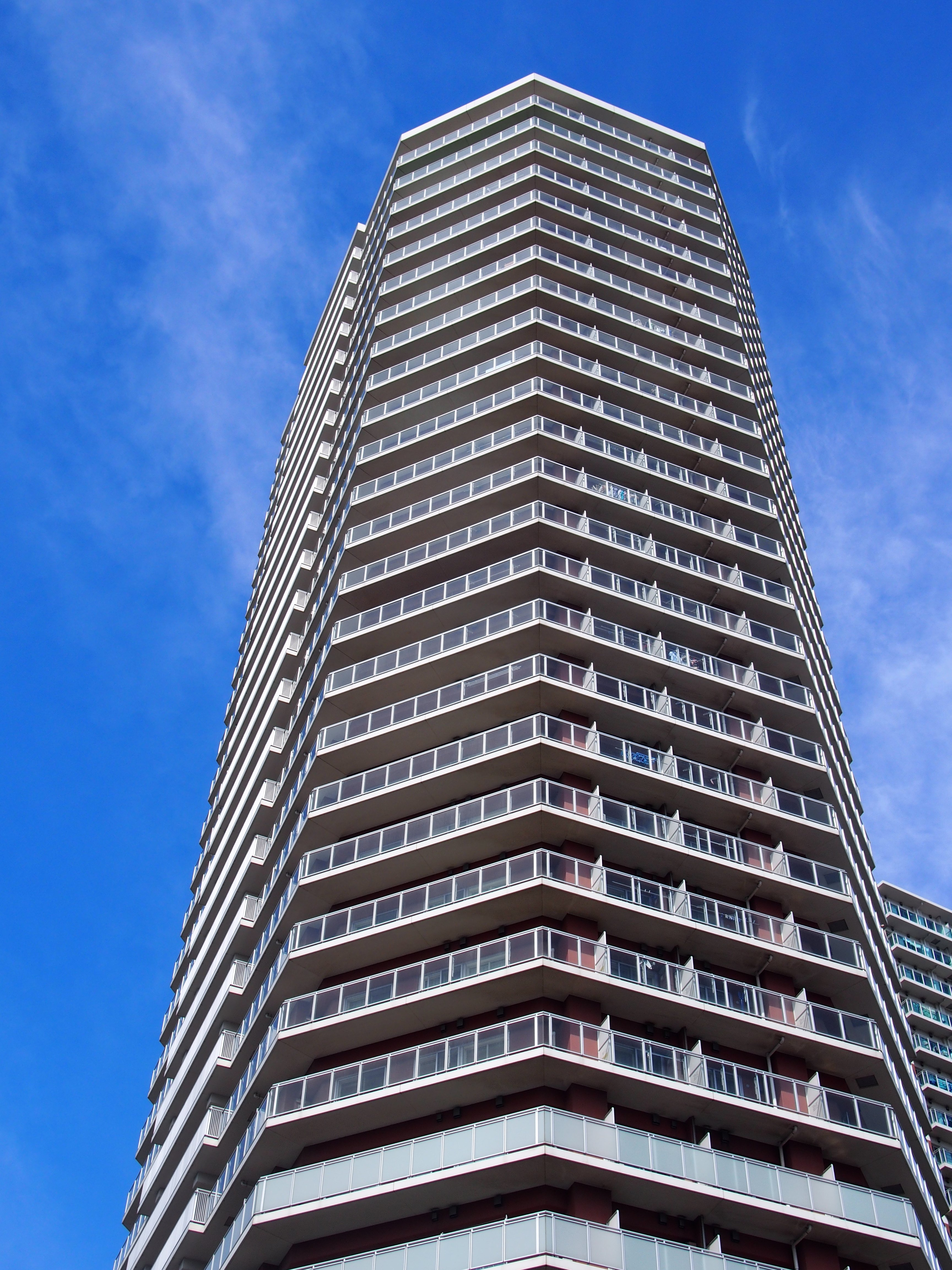
ユニゾンタワー
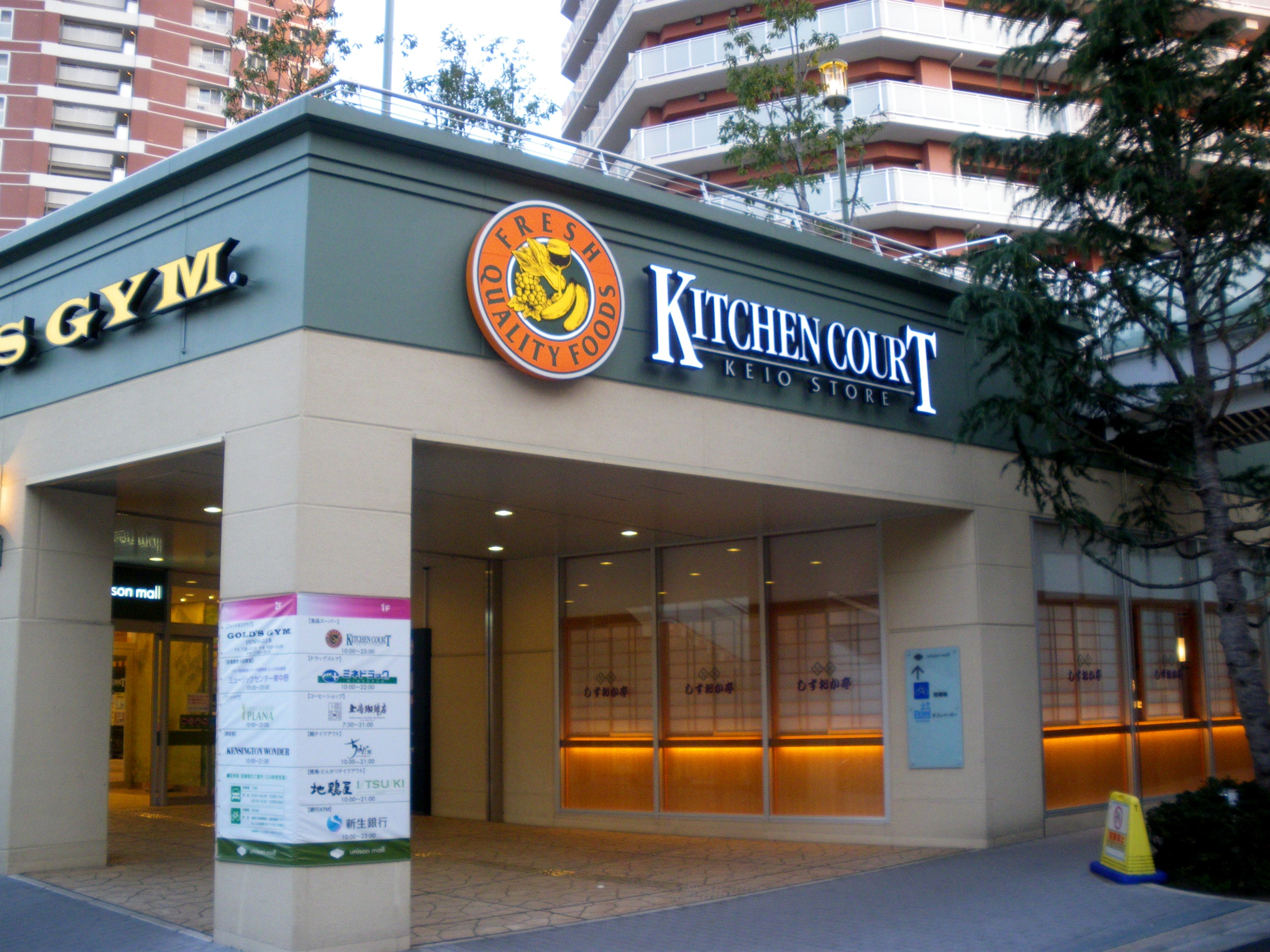
ユニゾンモールの出入口（一階部分）。一階には「キッチンコート」などが入っている。
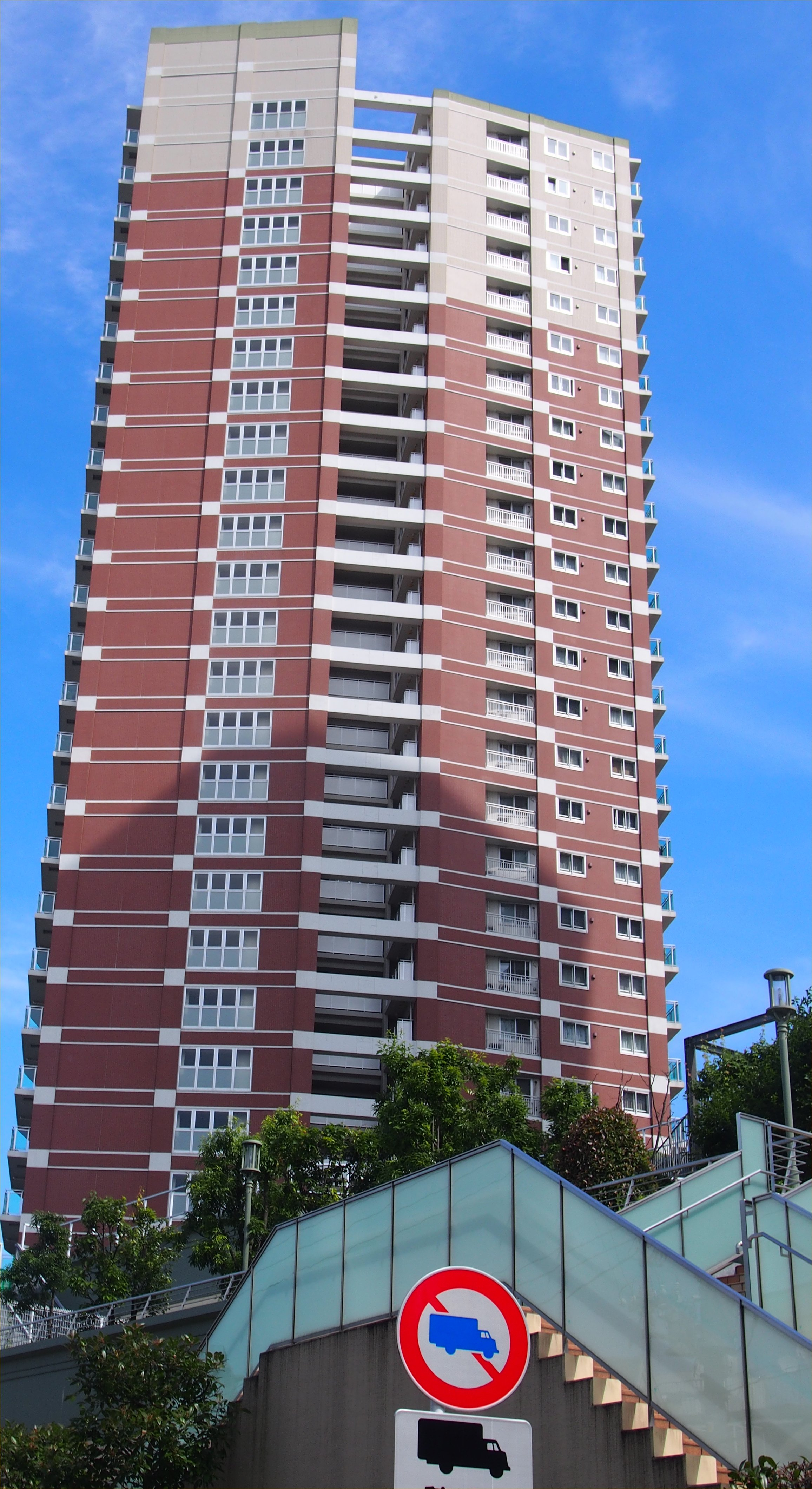
パークタワー東中野
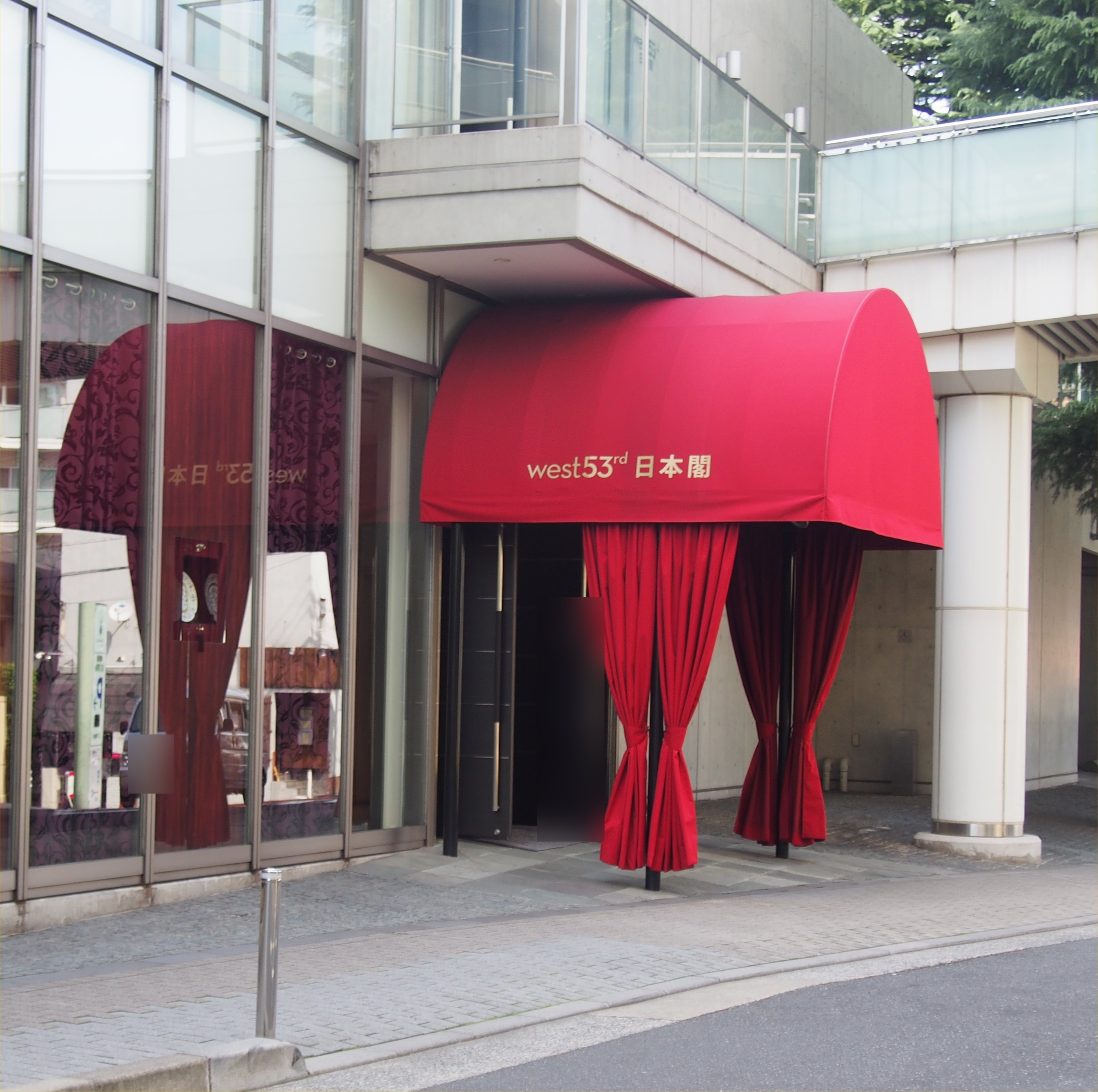
West 53rd 日本閣

## 所在地・アクセスなど
- 東京都中野区東中野5丁目
- 総武線東中野駅東口よりペデストリアンデッキで直結、徒歩1～2分程度。
- 都営地下鉄大江戸線東中野駅からでは徒歩4分。
- 東京メトロ東西線落合駅より徒歩8分。
- マンション居住者・商業施設利用者共に有料駐車場・駐輪場が用意されている。